# Chiński Nowy Rok

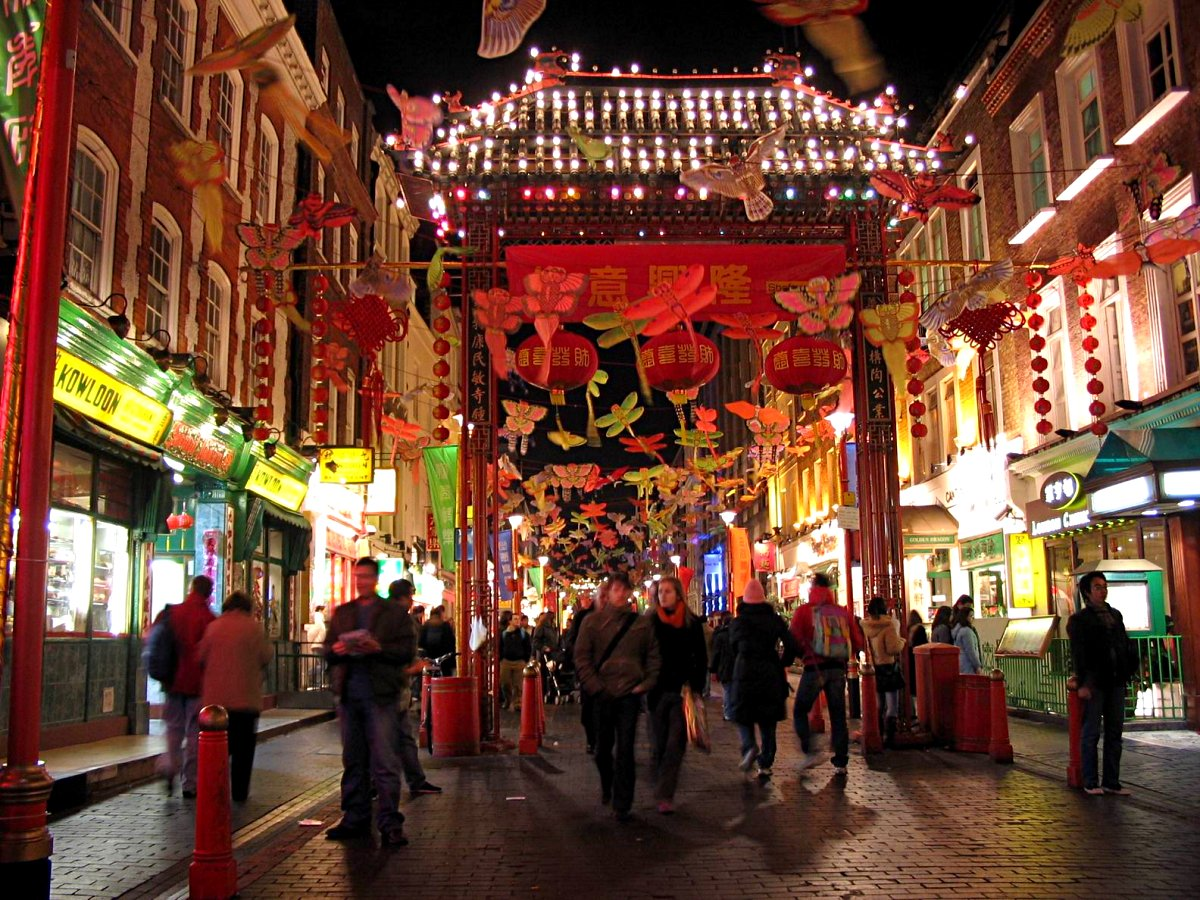
Dekoracje noworoczne w londyńskim Chinatown

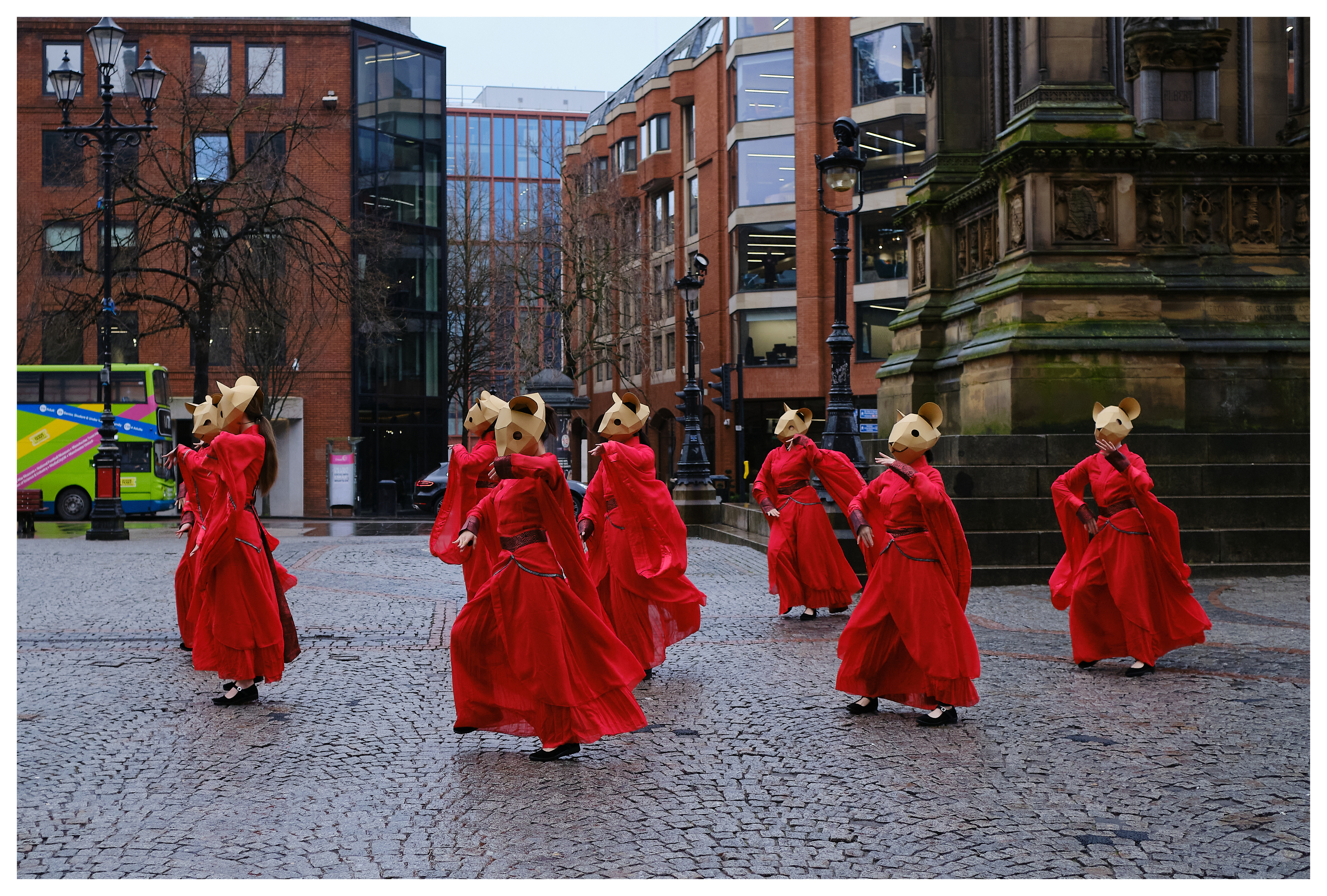
Chiński Nowy Rok w Manchesterze

Chiński Nowy Rok (chiń. upr. 春节; chiń. trad. 春節; pinyin Chūnjié; dosł. „Święto Wiosny”) – najważniejsze święto w kalendarzu chińskim, przypadające zmiennie pomiędzy 21 stycznia a 20 lutego. Od najdawniejszych czasów jest w Chinach najważniejszym świętem publicznym i prywatnym, zapożyczyły je również zamieszkujące w Chinach mniejszości narodowe.
Ostateczny kształt Święta Wiosny ukształtował się na początku naszej ery w wyniku złączenia się kilku świąt. Tradycyjnie trwa ono piętnaście dni i kończy się Świętem Latarni. Do dziś pozostało najważniejszym świętem, pomimo wprowadzenia w 1912 roku w Chinach kalendarza gregoriańskiego. W Chińskiej Republice Ludowej pierwsze 3 dni chińskiego Nowego Roku są dniami wolnymi od pracy.

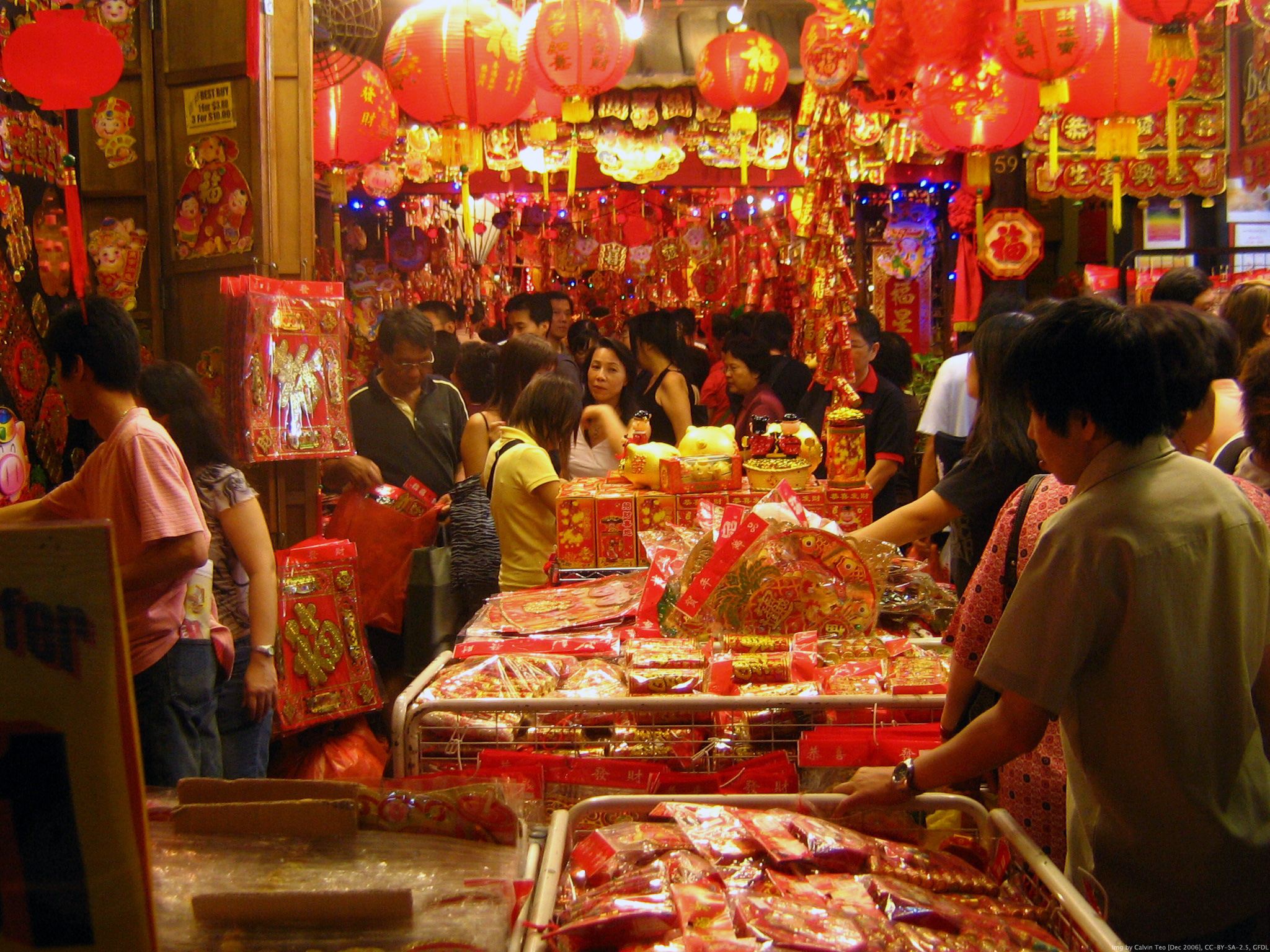
Noworoczny targ w Singapurze

Przygotowania do Święta Wiosny rozpoczynają się już na początku ostatniego miesiąca starego roku. W ósmy dzień tego miesiąca cała rodzina przystępuje do generalnych porządków w domu, celem wygnania zeń złych duchów. Tego dnia spożywa się tradycyjnie słodką zupę ryżową zwaną laba. 23 dnia ostatniego miesiąca roku uroczyście żegna się domowego boga kuchni, który odchodzi zdać coroczny raport przed Nefrytowym Cesarzem. Wieczorem urządzana jest suta wieczerza złożona ze słodkich dań, a usta posążku boga kuchni smaruje się miodem. Następnego dnia rozpoczynają się właściwe przygotowania do święta – zakupy, przygotowywanie prezentów, a także oklejanie drzwi wejściowych obrazkami noworocznymi nianhua. W dobrym zwyczaju jest oddać w tych dniach długi.
Najważniejszym dniem jest wigilia Nowego Roku. Od rana cała rodzina bierze udział w przygotowywaniu posiłków. Głównym daniem są pierożki jiaozi. W przeciwieństwie do Europejczyków Chińczycy spędzają Nowy Rok w domu i w gronie rodzinnym. W tym dniu wręcza się sobie nawzajem prezenty. Zazwyczaj są to świeże owoce, owoce w cukrze, ciastka, cukierki lub koperty z pieniędzmi. O zmroku na ulicach odbywają się pokazy sztucznych ogni i wybuchy petard. Następnie tradycyjnie składa się ofiarę na domowym ołtarzyku poświęconym przodkom i zasiada do wspólnej wieczerzy, do której tradycyjnie spożywa się grzane wino lub wódkę. Rodzina spędza czas przy stole do rana, rozmawiając i grając w różne gry (np. karty, mahjong).

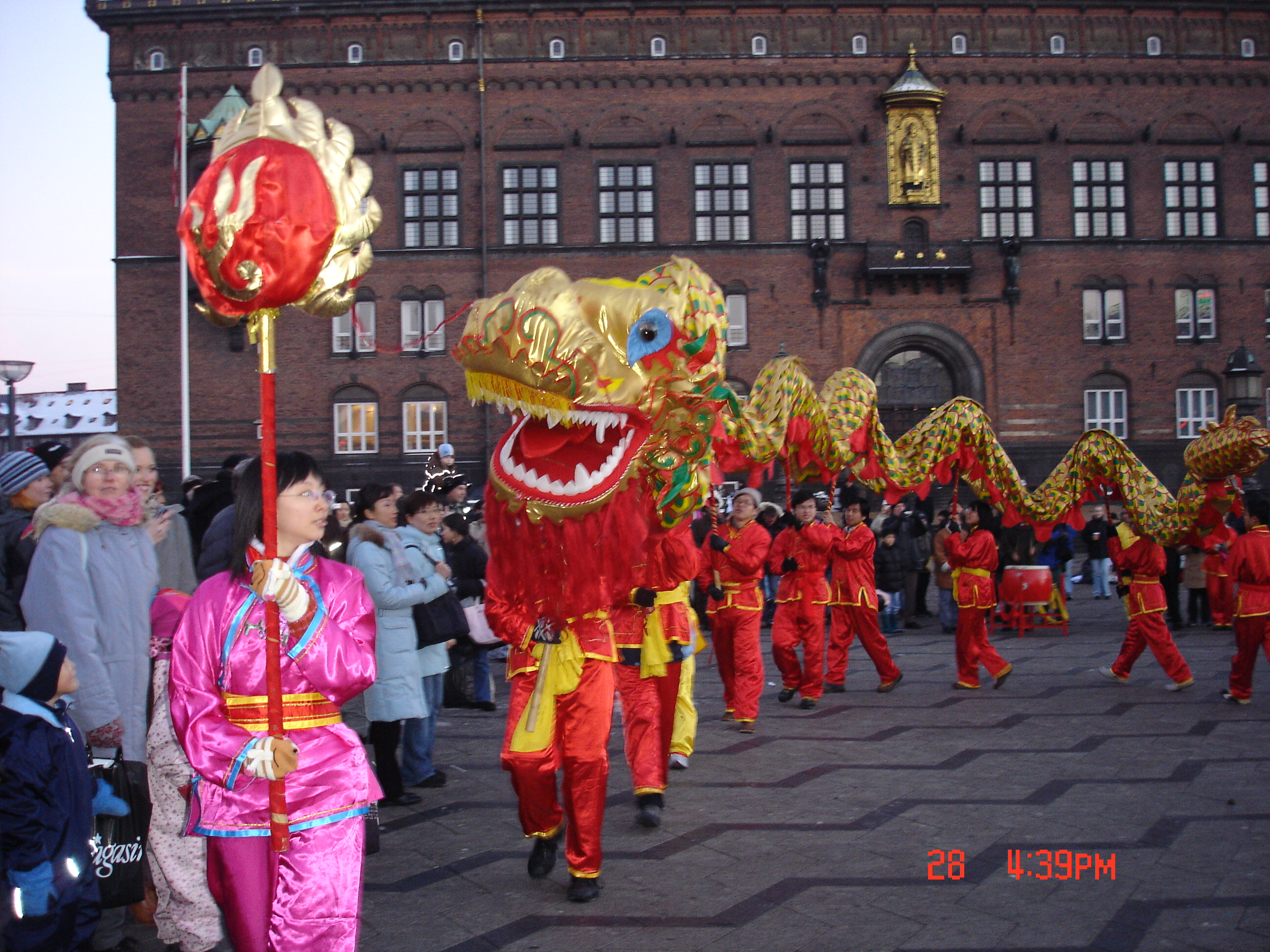
Tradycyjny noworoczny korowód ze smokiem

O świcie Nowego Roku gospodarz domu zdejmuje znad drzwi obrazki nianhua. W tym dniu ponownie składa się ofiary przodkom, a następnie odbywa się wspólne świętowanie na ulicach miasta, gdzie w towarzystwie muzyki i eksplozji petard oraz fajerwerków odbywają się tradycyjne tańce lwów. Kulminacyjnym elementem świętowania jest korowód kilkudziesięciu osób niosących wyobrażenie smoka. Zabawy uliczne trwają do późnych godzin nocnych.
W następnych dniach ulice miast pustoszeją a większość sklepów i urzędów jest zamknięte, gdyż Chińczycy tradycyjnie udają się w podróż do krewnych. Po dwóch tygodniach obchody Nowego Roku kończy Święto Latarni.
| Data Chińskiego Nowego Roku | Chiński znak zodiaku |
| --------------------------- | -------------------- |
| 10 lutego 1994              | 狗 Pies              |
| 31 stycznia 1995            | 豬 Świnia            |
| 19 lutego 1996              | 鼠 Szczur            |
| 7 lutego 1997               | 牛 Bawół             |
| 28 stycznia 1998            | 虎 Tygrys            |
| 16 lutego 1999              | 兔 Królik            |
| 5 lutego 2000               | 龍 Smok              |
| 24 stycznia 2001            | 蛇 Wąż               |
| 12 lutego 2002              | 馬 Koń               |
| 1 lutego 2003               | 羊 Owca (Koza)       |
| 22 stycznia 2004            | 猴 Małpa             |
| 9 lutego 2005               | 雞 Kogut             |
| 29 stycznia 2006            | 狗 Pies              |
| 18 lutego 2007              | 豬 Świnia            |
| 7 lutego 2008               | 鼠 Szczur            |
| 26 stycznia 2009            | 牛 Bawół             |
| 14 lutego 2010              | 虎 Tygrys            |
| 3 lutego 2011               | 兔 Królik            |
| 23 stycznia 2012            | 龍 Smok              |
| 10 lutego 2013              | 蛇 Wąż               |
| 31 stycznia 2014            | 馬 Koń               |
| 19 lutego 2015              | 羊 Owca (Koza)       |
| 8 lutego 2016               | 猴 Małpa             |
| 28 stycznia 2017            | 雞 Kogut             |
| 16 lutego 2018              | 狗 Pies              |
| 5 lutego 2019               | 豬 Świnia            |
| 25 stycznia 2020            | 鼠 Szczur            |
| 12 lutego 2021              | 牛 Bawół             |
| 1 lutego 2022               | 虎 Tygrys            |
| 22 stycznia 2023            | 兔 Królik            |
| 10 lutego 2024              | 龍 Smok              |
| 29 stycznia 2025            | 蛇 Wąż               |